# Giuliano Cozzani
Giuliano Cozzani (Riccò del Golfo di Spezia, 20 agosto 1921 – La Spezia, 6 novembre 2021) è stato un partigiano italiano.

## Biografia
Nato a San Benedetto, frazione di Riccò del Golfo, il 20 agosto 1921, figlio di Agostino Cozzani e Agata Del Santo, emigrò presto con la famiglia in Argentina, ritornando poco prima dello scoppio della Seconda guerra mondiale.
Dopo l’8 settembre 1943 rientrò a casa da Roma, con l’aiuto di una donna, che lo presentò a tutti i controlli come un suo aiutante. Giunto nei luoghi natii, non rispondendo al bando della Repubblica di Salò, si nascose per qualche tempo, con altri disertori, nelle capanne dei boschi della zona. Assieme ad una dozzina di compaesani salì sul monte Picchiara e divenne partigiano della Colonna “Giustizia e Libertà”, 1ª Divisione Liguria Picchiara, con nome di battaglia “Pellegro” e il grado di sergente, partecipando anche all’attacco alla caserma di Padivarma. Fu poi assegnato al centro di lancio del Picchiara, dove distribuiva le armi dei lanci degli Alleati. Durante il terribile rastrellamento del 20 gennaio 1945 si nascose, per cinque giorni e cinque notti, in un canalone. La mattina del 25 aprile partecipò alla liberazione della Spezia.
Nel giugno 1947 emigrò nuovamente per molti anni in Argentina, rientrando poi alla Spezia e lavorando come tipografo fino al pensionamento.
Morì centenario nel 2021.